# Turmwindmühle Grottenherten

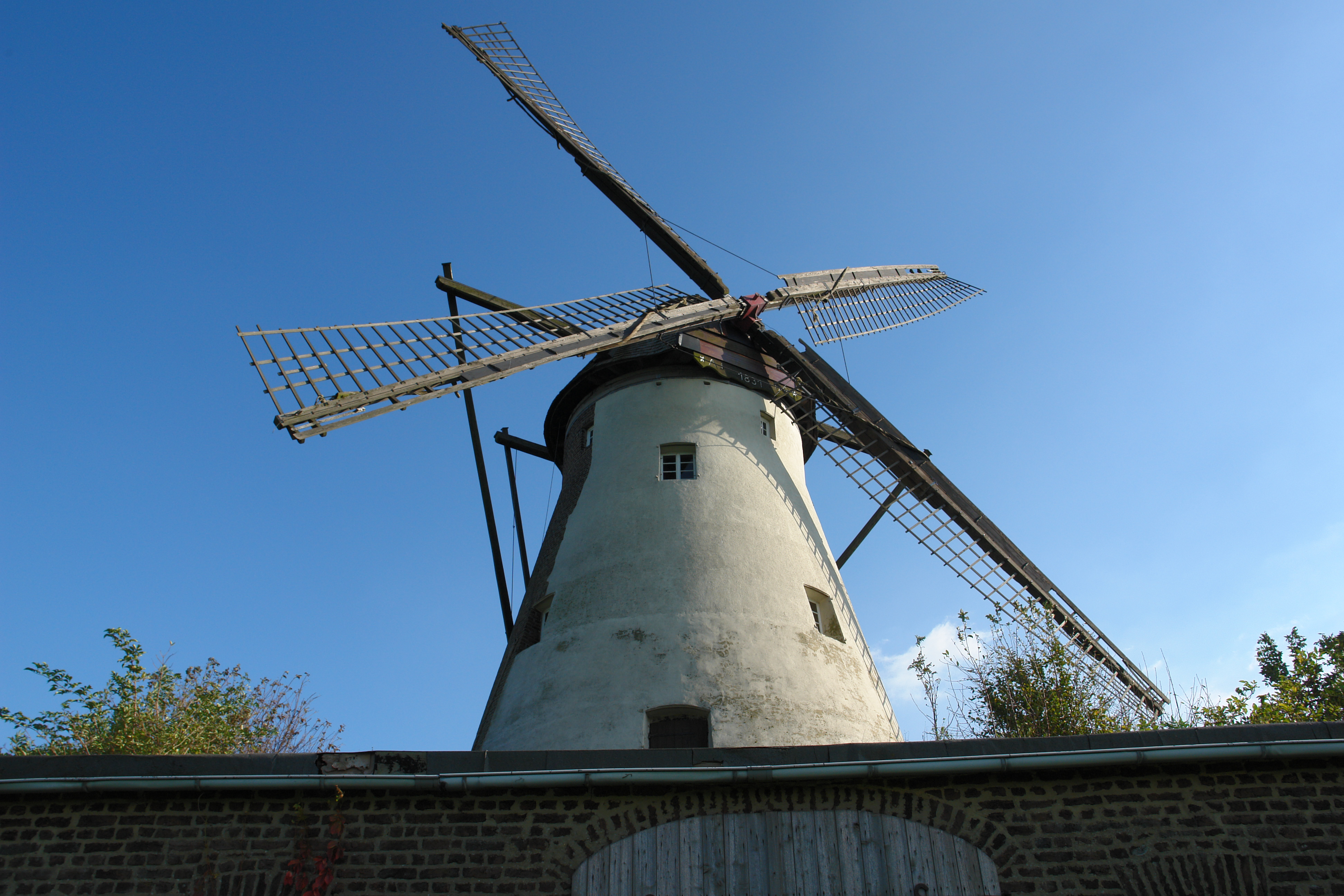
Windmühle in Grottenherten

Die Turmwindmühle ist ein denkmalgeschütztes Profangebäude in der Mühlenstraße in Grottenherten, einem Stadtteil von Bedburg im Rhein-Erft-Kreis (Nordrhein-Westfalen). Das Gebäude ist Wahrzeichen des Ortes.

## Geschichte und Architektur

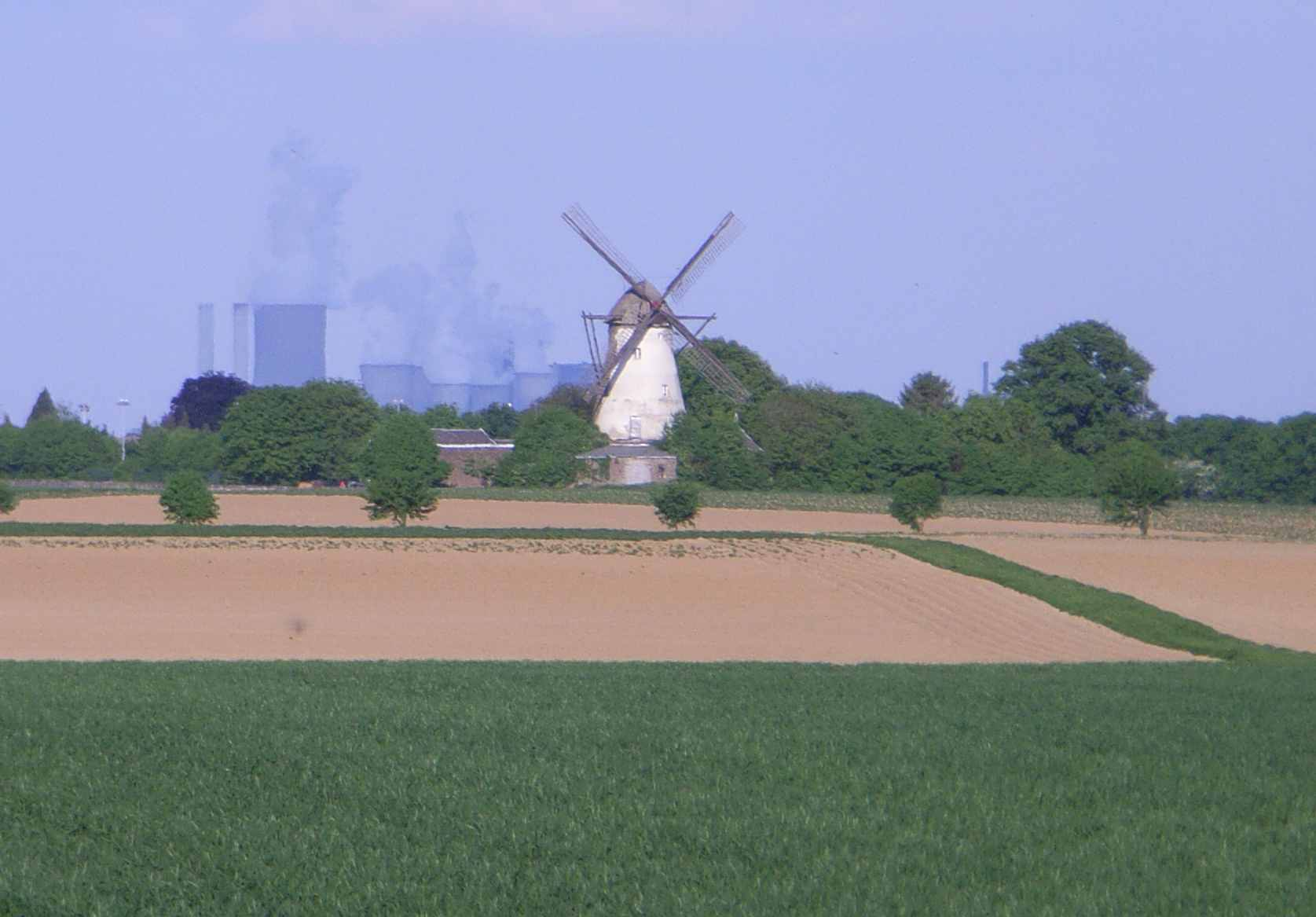
Turmwindmühle Grottenherten

Der verputzte Backsteinbau wurde 1831 von Anton Iven errichtet. Bei dieser Mühle handelt es sich um einen Durchfahrtsholländer. Sie steht auf einem aufgemauerten Hügel, durch dessen Untergeschoss man mit Fuhrwerken durchfahren kann. Das Mahlwerk, die Haube und das Krühwerk sind erhalten. Die Flügel wurden 1981 erneuert.
In der Mitte des 19. Jahrhunderts war die Mühle mit angrenzenden Wohngebäuden Wohnplatz für acht Personen. Vom damaligen Müller wurde 1881 eine Fachwerkscheune in der Eifel gekauft, dort abgebrochen und hier neben der Mühle wieder aufgebaut.

## Elektro- und Dampfantrieb
In den 1930er Jahren wurde die Mühle elektrifiziert und es wurde zum Antrieb ein Elektromotor eingebaut, so war der Mühlenbetrieb unabhängig von Wind und Wetter. Wohl wurde auch in dem angrenzenden Maschinenhaus eine Dampfmaschine installiert, die vermutlich einen weiteren Mahlgang im Lagerraum antrieb.
Die Mühle war bis 1964 in Betrieb, danach wurde noch gelegentlich unter Einsatz eines Elektromotors Futtergetreide gemahlen.